# هفدهمین مراسم گلدن گلوب
۱۷مین مراسم گلدن گلوب برای ارج نهادن به بهترین فیلم و شوی تلویزیونی سال ۱۹۵۹ در تاریخ ۱۰ مارس سال ۱۹۶۰ برگزار شد
الیزابت تیلور، بازیگر نامدار جهان برای اولین بار برنده بهترین بازیگر نقش اول زن گلدن گلوب شد .جک لمون، که در زمان خود از کامیاب‌ترین بازیگران سینما در کسب جایزه اسکار بود اینبار برنده بهترین بازیگر مرد فیلم کمدی یا موزیکال گلدن گلوب را بدست آورد .مریلین مونرو، که از مهم‌ترین بازیگران قرن بیستم بود توانست برنده بهترین بازیگر زن فیلم کمدی یا موزیکال شود .ویلیام وایلر با سه اسکار بهترین کارگردانی جزء رکوردداران است. او با ۱۲ بار نامزدی اسکار بهترین کارگردانی رکورددار بیشترین نامزدی در این رشته‌است که اینبار نیز توانست برنده بهترین کارگردانی گلدن گلوب شود.

## برندگان و نامزدها

### فیلم سینمایی

#### جایزه گلدن گلوب بهترین فیلم – درام
بن هور
- تشریح یک قتل
- خاطرات آنه فرانک
- داستان راهبه
- در ساحل

#### جایزه گلدن گلوب بهترین فیلم – موزیکال یا کمدی
بعضی‌ها داغشو دوست دارن
- اما نه برای من
- Operation Petticoat
- حرف‌های خودمانی
- Who Was That Lady?

پورگی و بس
- The Five Pennies
- Li'l Abner
- Say One for Me
- A Private's Affair

#### جایزه گلدن گلوب بهترین بازیگر مرد – فیلم درام
آنتونی فرنسیوسا - سابقه
- ریچارد برتون - با خشم به گذشته بنگر
- چارلتون هستون - بن هور
- فردریک مارچ - Middle of the Night
- جوزف شیلدکات - خاطرات آنه فرانک

#### جایزه گلدن گلوب بهترین بازیگر زن – فیلم درام
الیزابت تیلور - ناگهان تابستان گذشته
- آدری هپبورن - داستان راهبه
- کاترین هپبورن - ناگهان تابستان گذشته
- لی رمیک - تشریح یک قتل
- سیمون سینیوره - فرصتی برای پیشرفت

#### جایزه گلدن گلوب بهترین بازیگر مرد – فیلم موزیکال یا کمدی
جک لمون - بعضی‌ها داغشو دوست دارن
- کلارک گیبل - اما نه برای من
- کری گرانت - Operation Petticoat
- دین مارتین - Who Was That Lady?
- سیدنی پوآتیه - پورگی و بس

#### جایزه گلدن گلوب بهترین بازیگر زن – فیلم موزیکال یا کمدی
مریلین مونرو - بعضی‌ها داغشو دوست دارن
- دوروتی دندریج - پورگی و بس
- دوریس دی - حرف‌های خودمانی
- شرلی مک‌لین - Ask Any Girl
- لیلی پالمر - اما نه برای من

#### جایزه گلدن گلوب بهترین بازیگر نقش مکمل مرد
استیون بوید - بن هور
- فرد آستر - در ساحل
- تونی رندل - حرف‌های خودمانی
- رابرت وان - فیلادلفیایی‌های جوان
- Joseph Welch - تشریح یک قتل

#### جایزه گلدن گلوب بهترین بازیگر نقش مکمل زن
سوزان کنر - تقلید زندگی
- ادیث ایوانز - داستان راهبه
- Estelle Hemsley - Take a Giant Step
- جوانیتا مور - تقلید زندگی
- شلی وینترز - خاطرات آنه فرانک

#### جایزه گلدن گلوب بهترین کارگردانی
ویلیام وایلر - بن هور
- استنلی کریمر - در ساحل
- اتو پرمینگر - تشریح یک قتل
- جرج استیونز - خاطرات آنه فرانک
- فرد زینمان - داستان راهبه

#### جایزه گلدن گلوب بهترین فیلم غیر انگلیسی‌زبان
- اورفه سیاه (فرانسه)
- کلید (ژاپن)
- پل (آلمان)
- توت‌فرنگی‌های وحشی (سوئد)
- Wir Wunderkinder (آلمان)

#### جایزه گلدن گلوب بهترین موسیقی
ارنست گلد - در ساحل

#### Best Film Promoting International Understanding
خاطرات آنه فرانک
- داستان راهبه
- به فردا امیدی نیست
- در ساحل
- Take a Giant Step

#### Most Promising Newcomer - Male
Barry Coe

تروا دوناهو

جرج همیلتون

جیمز شیگتا
- مایکل کالان

#### Most Promising Newcomer - Female
انجی دیکینسون

جنت مونرو

استلا استیونز

تیوزدی ولد
- دایان بیکر

#### Achievement in Television
ادوارد مورو

#### Outstanding Merit
داستان راهبه

#### Special Award
اندرو مارتون - بن هور (For directing the chariot race)

فرانسیس بوشمن (For a famous silent film star)

رامون نووارو (For a famous silent film star)

#### Special Journalistic Merit Award
هدا هاپر

لوئلا پارسونز

#### Henrietta Award (World Film Favorite)
دوریس دی

راک هادسن

#### Samuel Goldwyn Award
فرصتی برای پیشرفت

#### جایزه گلدن گلوب سیسیل بی. دمیل
بینگ کرازبی